# Amnesia (ночной клуб)

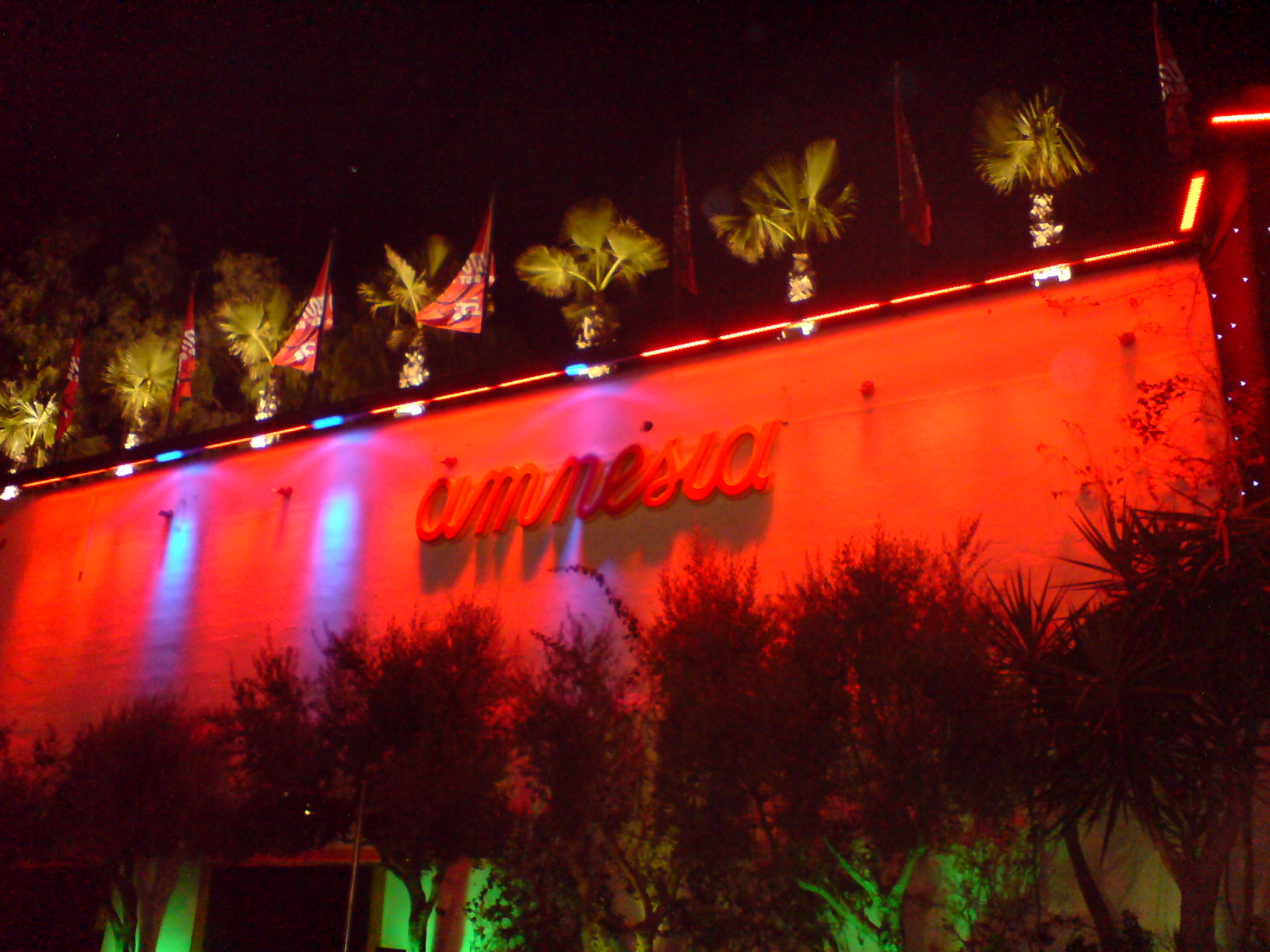
Amnesia

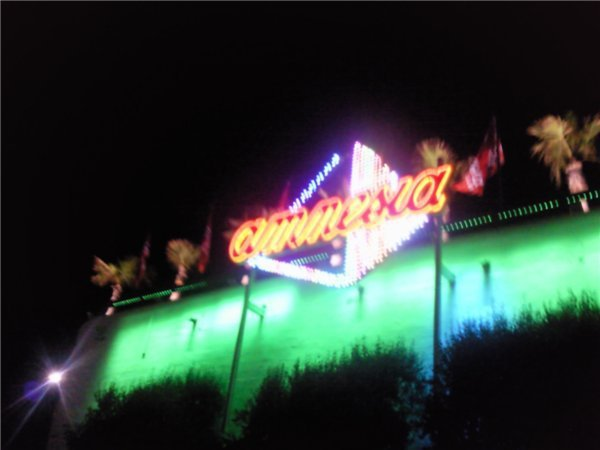
Amnesia «West Cowboys»

Amnesia (от англ. Amnesia — Амнезия) — один из самых известных ночных клубов на Ибице. Клуб был основан в 1976 году и находится недалеко от деревушки Сан-Рафаэль на шоссе между Сан-Антонио-Абад и городом Ибица, в менее, чем в километре от Privilege Ibiza. Оба клуба являются самыми популярными на острове. Клуб может вместить более 5 000 человек на танцполе. Amnesia была самым первым крупным клубом на острове, который был открыт для всех.
Был удостоен звания Best Global Club в 1996, 1997, 1998 годах. В 1999 году на Зимней Музыкальной Конференции (Winter Music Conference), ежегодно проводящеся в Майами, получил звание International Dance Music Awards за успехи в предыдущие годы.

## Произношение
В русском языке название клуба обычно произносится на английский лад — Амнэйжа (Amnesia). В таком виде название клуба упоминается во всех российских СМИ и в интервью клаберов.

## События
Amnesia в настоящее время управляется ночным клубом Cream, созданный и основанный Джозефом Малленом (Joseph Mullen) в 1996 году в Ливерпуле. Это был наиболее обсуждаемый клуб в Европе, в который трудно попасть (тысячи людей на протяжении недели хотели посетить его, но безуспешно). Клуб по-прежнему остаётся одним из долгожителей британских клубов на острове. Джозев Маллен продал свой бренд британскому клубу Cream в 1998 году.
Клуб Cocoon (Кокон), поддерживаемый корифеем диджеинга и продюсером Свеном Фэтом, являющийся ещё одним популярным местом отдыха, который проводил акцию Monday’s crowds (Понедельничные толпы) начиная с Manumission, за долгие годы его конкуренции с Privilege Ibiza, переехал в Fridays в 2006 году. Amnesia также была домом для клубной ночи La Troya Asesina вплоть до 2006 года. Когда La Troya Asesina окончательно переехала в Space, то полностью оборвала все связи с Amnesia.
Один из самых старых клубов на острове был открыт в 70-е годы, переживший закрытия и незабываемые летние сезоны, до того, как он стал себя позиционировать как один из главных клубов Ибицы в начале 90-х.

## История
История Amnesia началась ещё в апреле 1970 года, когда семья Планеллс, чьи пять поколений прожили в этом доме, решила переехать в город и продать свой загородный дом вдове аристократического происхождения. Ибица, которая стала центром туризма ещё в 50-е годы, была в то время местом для скопления представителей контркультуры и прочих идеалистов. Здание, которое должно было стать местом для клуба Amnesia, превратилось в место встречи групп хиппи.
В мае 1976 года Антонио Эскохотадо — парень, родившийся в Мадриде и имевший учёную степень по философии, прибывший ещё за 2 года до этого, заключил арендный договор с домовладелицей, чтобы использовать помещения под дискотеку. Первоначально он дал название клубу «The Workshop of Forgetfulness». Он хотел таким образом выразить, что когда люди посещают его клуб ночью, то они забывают о своих проблемах, и удовлетворяют свои желания в неизвестном мире, который далёк от повседневной рутины. Хотя на следующий день он понял, что греческое слово Amnesia содержит в себе всё это.
Два года спустя, в 1978 году, Гинес Санчес, производитель из Мадрида, взял на себя управление Amnesia, после чего последующие 10 лет клуб пережил как взлёты, так и падения. Неожиданные закрытия клуба чередовались с незабываемыми летними сезонами при активной конкуренции с такими клубами, как: Ku (ныне Privilege Ibiza), Pacha, Glory’s и Lola’s (последние 2 уже закрыты долгое время).
В 80-х годах молодой баск Prontxio Izaguirre стал управлять Amnesia. В этот период музыка сменилась на танцевальную. Миксы были в жанрах поп, фанк, хип-хоп. Также во время вечеринок использовались миксы свободного стиля и хаус. Балеарский бит был создан такими легендами, как DJ Alfredo Fiorito и DJ Huggy MacPherson, которые были резидентами клуба Amnesia. В ночь на 22 июня 1991 года Amnesia была открыта под управлением MFC. В этот период клуб приобрёл мировую известность. В середине 90-х, Ezna Sands, один из влиятельных людей на британской танцевальной сцене, сыграл важную роль в привлечении внимания многих британских промоутеров и лейблов, включая Джо Мёрфи, на Ибицу, в частности к Amnesia. Это сделало Ибицу впоследствии меккой клубных энтузиастов, а Amnesia и Pacha заняли лидирующие позиции среди прочих клубов.
Из-за протестов соседей, Amnesia пришлось отказаться от open-air танцполов. После чего клуб был сильно расширен: количество баров увеличилось с 4 до 16, во время летних фестивалей персонал увеличивается с 30 человек до 200. В настоящее время штат клуба состоит из официантов, гоу-гоу танцоров, охраны, светожокеев и сотрудников офиса.